# Бергліот Б'єрнсон
Бергліот Ібсен, до шлюбу Б'єрнсон (норв. Bergliot Bjørnson; 10 червня 1869 — 2 лютого 1953) — норвезька співачка (мецосопрано).

## Біографія
Бергліот Б'єрнсон народилася у Крістіанії (нині Осло, Норвегія) в родині письменника, лауреата Нобелівської премії Б'єрнстьєрне Б'єрнсона та акторки Кароліни Б'єрнсон (до шлюбу Реймерс). Була одружена з політиком Сігурдом Ібсеном (1859—1930), сином драматурга Генріка Ібсена та Сюзанни Ібсен. Згодом її чоловік став норвезьким прем'єр-міністром у Стокгольмі. В шлюбі народила дітей Танкреда Ібсена, Елеонору Борберг та Ірен Ібсен Білле.
Бергліот Ібсен дебютувала в Парижі в 1880 році, а потім гастролювала в Норвегії та Данії. У 1948 році вона опублікувала книгу мемуарів «Де тре» про трьох Ібсенів: Генріка, Сюзанну та Сігурда.
Померла в Больцано, Італія, у 1953 році, похована в Осло Спаському цвинтарів.